# 茆圩乡
茆圩乡，是中华人民共和国江苏省宿迁市沭阳县下辖的一个乡镇级行政单位。
2021年3月2日，撤销桑墟镇、茆圩乡，设立新的桑墟镇。以原桑墟镇、茆圩乡的行政区域为新的桑墟镇行政区域。

## 行政区划
茆圩乡下辖以下地区：
青坊社区、平墩村、张湾村、和睦村、厚邱村、寇塘村、茆圩村、杨兴村、大官庄村、李圩村和桥新村。